# Río Liao
El río Liao (en chino, 辽河; pinyin, Liáo hé) es un largo río de China. Con 1345 km, se trata del principal curso de agua del sur de Manchuria.
Su nombre deriva de la región de Liao, denominación histórica del sur de Manchuria, de la que también han derivado sus nombres la provincia de Liaoning, la península de Liaodong y la dinastía Liao. Con una longitud de 1345 kilómetros (835,7 mi), el río Liao drena una cuenca hidrográfica de más de 232 000 kilómetros cuadrados (89 575,3 mi²), pero su caudal medio es bastante pequeño, de solo unos 500 m3/s, aproximadamente una vigésima parte del río de las Perlas. El río Liao tiene una gran carga de sedimentos porque muchas de sus partes fluyen a través de loess polvorientos.
El río Liao es también un importante hito geográfico, ya que divide la actual provincia de Liaoning en dos amplias regiones: Liaodong ("al este del río Liao") y Liaoxi ("al oeste del río Liao").

## Nombre
El río Liao toma su nombre después de la confluencia de dos cursos de agua distintos, el Xiliao (literalmente, el Liao del oeste) y el Dongliao (el Liao del este).  
El Xiliao (en chino, 西辽河 ; en mongol, Xar Mörön; escrito en chino 西拉木伦河, Xila Mulun He), es el más largo de estos dos cursos de agua, provenientes del oeste. Tiene su nacimiento en el Baicha Shan (白岔山), al suroeste de la bandera de Hexigten, en el sudeste de Mongolia Interior y vacía entonces globalmente hacia el este.
El río también es conocido popularmente como el "río madre" en el noreste de China.
Los nombres de la provincia china de Liaoning y de la península de Liaodong derivan del nombre del río.

## Curso
El río Liao se forma a partir de la confluencia de sus dos afluentes principales, el río Xiliao desde el oeste y el río Dongliao desde el este. El afluente occidental reside completamente en Mongolia Interior y está formado por la confluencia del río Xar Moron y el río Laoha en aproximadamente 43° 25′N, 120° 45′E, antes de ser reforzado por otro afluente llamado río Xinkai en su sección inferior. El afluente oriental surge en el oeste de la provincia de Jilin y atraviesa un curso en forma de S antes de encontrarse con su contraparte cerca de la región de unión de Liaoning, Jilin y Mongolia Interior, aproximadamente 42° 59′N, 123° 33′E.
El río resultante, el río Liao propiamente dicho, entra en la provincia de Liaoning y se dirige hacia el sur a través de la llanura del noreste de China, recibiendo numerosos afluentes a lo largo del camino. Hace un giro hacia el oeste cerca de la ciudad de Pingdingbao, condado de Tieling, y después de recibir más afluentes, gana un apodo poco utilizado de río Juliu (巨流 河, "río de corriente gigante"). El río Liao luego se dirigirá hacia el suroeste hasta llegar cerca de la estación hidrológica de Liujianfang (六 间 房 水文站) en el condado de Tai'an, e históricamente se bifurca en dos distributarios, formando el delta del río Liao (辽河 三角洲). El distribuidor occidental del delta, originalmente más pequeño, se llamaba río Shuangtaizi (双 台子 河) hasta 2011, recibe el afluente del río Raoyang en el condado de Panshan de Panjin antes de desembocar en la bahía de Liaodong del mar de Bohai al oeste del condado de Dawa. El distributario oriental, originalmente el mayor y principal cuerpo del río Liao inferior, se llamaba río Wailiao (外 辽河, "río Liao exterior"). El río Wailiao viaja hacia el sur para recoger dos grandes afluentes, el río Hun y el río Taizi, en una confluencia localmente conocida como el "río Trident" (三 岔河), donde luego adopta el nuevo nombre de río Daliao (大 辽河, "Gran río Liao") y desemboca en la bahía de Liaodong, al oeste de Yingkou.

## Cuenca
Ubicada en la costa de las ciudades de Panjin y Jinzhou, se extiende desde el estuario de Xiaoling He, al oeste, y el estuario de Shuangtai He y los carrizales del estuario del río Liao, al este. Hay extensas llanuras de marea y grandes carrizales, amenazados por la extracción de petróleo en los campos de Liaohe. 
Su área de drenaje está separada de la cuenca del Sungari en el noreste por un cinturón de terreno que se ha elevado suavemente a lo largo del tiempo geológico, mientras que la zona de la llanura ha ido disminuyendo paulatinamente desde el Mesozoico. La cuenca hidrográfica ha experimentado un aumento elevado en el tiempo geológico reciente.

### Transformaciónes de la cuenca en elsigloXX
Sin embargo, el delta del río Liao tiene una topografía plana formada por un suelo de sedimentos blandos, con vías fluviales meandrosas que tenían una rica historia de desvíos. Esto, junto con el riesgo de marejadas ciclónicas debido a la baja elevación de la región, creó un gran problema en el control de inundaciones. Este riesgo de inundación en la sección costera del sistema del río Liao era particularmente amenazador para Yingkou, una ciudad inmediatamente adyacente a la desembocadura del río Daliao y hogar de 2 millones de personas. En 1958, el río arriba del río Wailiao en Liujianfang fue bloqueado a través de un proyecto de ingeniería fluvial, redirigiendo el flujo de agua del río Liao propiamente dicho, de manera total hacia el río Shuangtaizi (que pasó a llamarse simplemente "río Liao" en 2011), separando efectivamente el río Hun y el río Taizi del sistema del río Liao. Por lo tanto, el sistema del río Daliao se considera un sistema de agua independiente propio desde 1958, y los ríos Hun y Taizi ya no son afluentes del río Liao. Además, debido a que el flujo aguas arriba del río Wailiao está cortado, el río Liao ya no tiene distributarios, por lo tanto, el delta del río Liao técnicamente también dejó de existir a partir de 1958, sin embargo, el término sigue en uso para describir el área de Panjin entre el La margen izquierda del río Liao y la margen derecha del río Wailiao/Daliao.

## Afluentes principales
- Río Xiliao (西辽河, "río Liao occidental"), históricamente también conocido como río Huang (潢水), es el mayor afluente del río Liao, recorre 449 kilómetros (279 mi) y drena una cuenca de 13,6 kilómetros cuadrados (5,3 mi²). El río Xiliao está formado por la confluencia del río Laoha (老哈河) que fluye desde el suroeste, y el río Xar Moron' (西拉木伦河) que fluye desde el oeste, recorriendo toda su longitud hacia el este dentro de Mongolia Interior. Se le une en el curso bajo un gran afluente, el río Xinkai (新开河), que drena las laderas sudorientales de las Khingan y está seco en su curso alto, excepto después de las tormentas eléctricas, 8 kilómetros (5 mi) al norte de la ciudad de Shuangliao, antes de girar hacia el sureste para unirse al río Dongliao y formar el río Liao propiamente dicho cerca de la frontera común de Liaoning, Jilin y Mongolia Interior.
- Río Dongliao (东辽河, "Río Liao Oriental")，es el otro gran afluente del río Liao, recorre 360 kilómetros (223,7 mi), drena una cuenca de 11,5 kilómetros cuadrados (4,4 mi²), y cuenta con una rica cuenca de 88 afluentes, 23 de ellos de tamaño significativo. Sus cabeceras nacen en las montañas bajas cercanas al condado de Dongliao, en la provincia de Jilin, donde transcurre más del 80 % de su longitud total. A continuación, el río Dongliao recorre un corto trayecto hacia el oeste a través de la provincia de Liaoning, gira hacia el norte y regresa a Jilin antes de girar hacia el suroeste para unirse al río Xiliao.

## Estuario del río Liao
En el estuario del río Liao, de grandes dimensiones, se encuentran la Reserva natural nacional del estuario de Shuangtai, creada en 1988, el sitio Ramsar del estuario de Shuangtai, creado en 2004 con una extensión de 1280 km² y un "Área de importancia para las aves" (IBA, Important Bird Area) del estuario de Shuangtai y el golfo interior de Liaodong, con 1300 km².

#### Reserva natural
La Reserva natural del estuario de Shuangtai es famosa porque en el delta del río se encuentra la playa roja de Panjin, 35 km² cubiertos de limo que, en otoño, se tiñen de un color rojo intenso debido a la presencia de un alga de la subfamilia Chenopodioideae, Suaeda glauca. El gobierno ha instalado unas largas pasarelas que sirven para observar este fenómeno. La reserva, creada en 1988, es un ecosistema importante para las aves

#### Sitio Ramsar
El sitio Ramsar del estuario del río Liao, establecido en 2004 con 1280 km² de extensión, incluye "la parte esencial del pantano de juncos Phragmites communis más grande del mundo, una gran área de la comunidad de quenopodiáceas Suaeda y una zona de mar poco profundo. Proporciona un hábitat importante para el descanso y la reproducción de más de 100 000 aves acuáticas de 106 especies, incluida la grulla siberiana, en peligro crítico de extinción, la cigüeña oriental y la grulla de coronilla roja o de Manchuria, en peligro de extinción, y es el lugar de reproducción más grande del mundo para la vulnerable gaviota de Saunders. El sitio proporciona ocupación estacional para 20.000 personas para el riego y la cosecha de juncos, la verificación de las instalaciones de exploración de petróleo, la agricultura y la acuicultura.

#### Área de importancia para las aves (IBA)
Situada en la costa de las ciudades de Panjin y Jinzhou, se extiende desde el estuario de Xiaoling He, al oeste, y el estuario de Shuangtai He y los carrizales del estuario del río Liao, al este. Hay extensas llanuras de marea y grandes carrizales, amenazados por la extracción de petróleo en los campos de Liaohe. Entre las especies de aves que se encuentran son: Limosa limosa, Ciconia boyciana, Calidris tenuirostris, Anser fabalis, Numenius madagascariensis, Numenius arquata, Tadorna tadorna, Haematopus ostralegus, Xenus cinereus, Helopsaltes pryeri, Pluvialis squatarola, Saundersilarus saundersi, Calidris canutus, Aythya baeri, Limosa lapponica, Grus vipio, Tadorna ferruginea,	Charadrius alexandrinus, Calidris alpina, Numenius phaeopus, Grus japonensis, Egretta eulophotes, o Leucogeranus leucogeranus. El IBA no destaca la importancia de las aves, pero sí la aparición ocasional de foca común a mediados de marzo.

## Historia
La región del río Liao, ubicada en el noreste de China, ha sido hogar de una historia rica y diversa que abarca varios milenios. El río, que fluye desde la meseta de Mongolia Interior a través de la provincia de Liaoning y hacia el mar Bohai, ha servido como un importante corredor geográfico y cultural para varios pueblos y imperios a lo largo de la historia.

### Primeros habitantes y culturas prehistóricas
Las primeras evidencias de asentamientos humanos en la cuenca del río Liao datan del período Paleolítico, alrededor de hace 1,2 millones de años. Los hallazgos arqueológicos en la región, como herramientas y restos de animales, sugieren que los primeros humanos, incluidos los Homo erectus, vivieron y cazaron a lo largo del río. Estos primeros habitantes probablemente eran nómadas cazadores-recolectores, utilizando el río tanto para su sustento como para el transporte.
Durante el período Neolítico (alrededor del 6000 a. C.), comenzaron a emerger comunidades más sedentarias en el valle del río Liao. La región se convirtió en hogar de varias culturas prominentes, incluida la cultura Hongshan (alrededor del 4700–2900 a. C.), considerada una de las primeras civilizaciones en el noreste de China. La cultura Hongshan es conocida por sus distintivas tallas de jade y cerámica, así como por las primeras evidencias de prácticas sociales y espirituales, que incluyen la construcción de grandes estructuras ceremoniales y sitios funerarios.

### Ascenso de los xianbei y otras tribus nómadas
A medida que avanzaba el tiempo, la región del río Liao se convirtió en un cruce de caminos para diferentes grupos, particularmente pueblos nómadas del norte y del oeste. En el primer milenio a. C., la cuenca del río Liao estaba habitada por los pueblos xianbei, un grupo étnico que desempeñó un papel central en la historia del norte de China. Los xianbei eran parte inicialmente del grupo más amplio de tribus nómadas que vivían en las estepas de Manchuria y Mongolia.
Durante el período de los Estados Combatientes (475–221 a. C.), los xianbei estaban en constante conflicto con los estados chinos en expansión hacia el sur. Sin embargo, durante la dinastía Han (206 a. C.–220 d. C.), los xianbei establecieron una presencia sólida en la región y a menudo se involucraron en los asuntos políticos y militares. Los chinos Han establecieron la "Comandancia Xianbei" para gobernar la zona, pero los xianbei permanecieron en gran medida autónomos y eran conocidos por su cultura guerrera y destreza militar.
Los xianbei jugaron un papel crucial en la formación de la dinastía Wei del Norte (386–534 d. C.), uno de los principales imperios de China en la historia. Bajo el liderazgo de la casa gobernante Xianbei, la dinastía Wei del Norte consolidó el poder sobre el norte de China, incluida la región del río Liao. Este período vio la gradual sinización de los xianbei, que adoptaron las costumbres, el idioma y los sistemas de gobierno chinos, aunque retuvieron algunas de sus tradiciones nómadas.

### Dinastía Liao y los pueblos kitán
En el siglo X, la región del río Liao se convirtió en la tierra natal del pueblo kitán, que estableció la dinastía Liao (907–1125 d. C.). Los kitán, originalmente un pueblo nómada de las estepas, ascendieron al poder bajo el liderazgo de su jefe Abaoji, quien fundó la dinastía Liao. El Imperio kitán se expandió por vastos territorios, incluidos partes de la actual China, Mongolia y Rusia.
La dinastía Liao fue un imperio de doble estructura, con sistemas de gobierno separados para los nómadas kitán y la población sedentaria china Han. Esto permitió a los gobernantes kitán mantener su herencia nómada mientras administraban una vasta sociedad agrícola. La dinastía Liao fue una gran potencia en Asia Oriental, compitiendo a menudo con la dinastía Song en el sur de China y con el creciente Imperio Jin en el norte.
Los kitán tuvieron un impacto cultural y militar significativo en la región. Su capital, Shangjing, estaba ubicada cerca del río Liao, y desarrollaron un sistema único de escritura y administración que incorporaba elementos tanto nómadas como sedentarios. A pesar de sus éxitos iniciales, la dinastía Liao finalmente cayó ante el Imperio Jin en 1125 d. C., marcando el fin de la dominación kitán en la región.

### Los yurchen y las dinastías posteriores
Tras la caída de la dinastía Liao, los pueblos yurchen, que habían vivido a lo largo del río Liao y sus afluentes, ascendieron al poder. Los Jurchen establecieron la dinastía Jin (1115–1234 d. C.), que derrocó a los Liao y posteriormente conquistó la dinastía Song, convirtiéndose en una gran potencia en el norte de China.
Bajo la dinastía Jin, la región del río Liao se convirtió en un importante centro administrativo y militar. Los gobernantes yurchen, al igual que sus predecesores kitán, adoptaron muchos elementos de la cultura china, pero también conservaron sus propias tradiciones distintivas.

### Era Moderna
En la era moderna, la región del río Liao pasó a formar parte del territorio de la dinastía Qing (1644–1912) y más tarde de la República Popular China. Hoy en día, la región del río Liao es una zona agrícola e industrial importante, particularmente en la provincia de Liaoning. La diversa historia de la región se refleja en los distintos grupos culturales y étnicos que han habitado allí, desde los antiguos cazadores-recolectores hasta los poderosos imperios nómadas del pasado, y finalmente en el moderno estado chino.